# Jagdstaffel 66
La Jagdstaffel 66 (in tedesco: Königlich Preußische Jagdstaffel Nr 66, abbreviato in Jasta 66) era una squadriglia (staffel) da caccia della componente aerea del Deutsches Heer, l'esercito dell'Impero tedesco, durante la prima guerra mondiale (1914-1918).

## Storia
La Jagdstaffel 66 venne formata il 27 gennaio 1918 presso il Fliegerersatz-Abteilung 5 di Hannover. La nuova squadriglia entrò in azione il 5 febbraio. Il 12 febbraio 1918 fu posta a supporto della 7ª Armata. il leutnant Rudolf Windisch ha ottenuto la prima vittoria aerea dell'unità il 15 marzo 1918. La Jasta 66 rimarrà a supporto di questa armata fino alla fine della guerra.
Il Leutnant Werner Preuss fu l'ultimo Staffelführer (comandante) della Jagdstaffel 66 dal settembre 1918 fino alla fine della guerra.
Alla fine della prima guerra mondiale alla Jagdstaffel 66 vennero accreditate 97 vittorie aeree, di cui 7 per l'abbattimento di palloni da osservazione. Di contro, la Jasta 66 perse 5 piloti oltre a 2 piloti presi come prigionieri di guerra.

## Lista dei comandanti della Jagdstaffel 66
Di seguito vengono riportati i nomi dei piloti che si succedettero al comando della Jagdstaffel 66.
| Grado       | Nome                    | Periodo                              |
| ----------- | ----------------------- | ------------------------------------ |
| Leutnant    | Rudolf Windisch         | 27 gennaio 1918 – 27 maggio 1918     |
| Leutnant    | Wilhelm Schulz          | 27 maggio 1918 – 25 giugno 1918      |
|             | Lambert Schutt          | 25 giugno 1918 – 15 luglio 1918      |
| Leutnant    | Konrad Schwartz         | 15 luglio 1918 – 18 luglio 1918      |
| Leutnant    | Arthur Laumann          | 18 luglio 1918 – 11 agosto 1918      |
| Rittmeister | Kurt Bertram von Döring | 11 luglio 1918 – 24 agosto 1918      |
| Hauptmann   | Bruno von Voight        | 24 agosto 1918 – 19 settembre 1918   |
| Leutnant    | Werner Preuss           | 19 settembre 1918 – 11 novembre 1918 |

## Lista delle basi utilizzate dalla Jagdstaffel 66
- Saint-Gobert, Francia: 12 febbraio 1918
- Norman-le-Wast: 5 marzo 1918
- Perles, Francia: 20 luglio 1918
- Sissonne, Francia: 30 luglio 1918
- Boncourt, Francia: 21 agosto 1918
- Plomion, Francia: 9 ottobre 1918
- Bourlers: 4 novembre 1918
- Sarienne-les-Longue